# Lista de universidades do Brasil mais bem avaliadas no ENADE 2006
Esta é uma lista das universidades brasileiras com maior porcentagem de cursos com nota 5 na avaliação do Exame Nacional de Desempenho dos Estudantes (Enade) em 2006, criado pelo INEP para avaliar o ensino superior no país. Em 2006 foram avaliados os cursos de Administração, Arquivologia, Biblioteconomia, Biomedicina, Ciências Contábeis, Ciências Econômicas, Comunicação Social, Design, Direito, Formação de Professores, Música, Psicologia, Secretariado Executivo, Teatro e Turismo, o que corresponde a cerca de um terço dos cursos superiores existentes no Brasil. Os demais cursos foram avaliados em 2007 e em 2008.

## Top 10

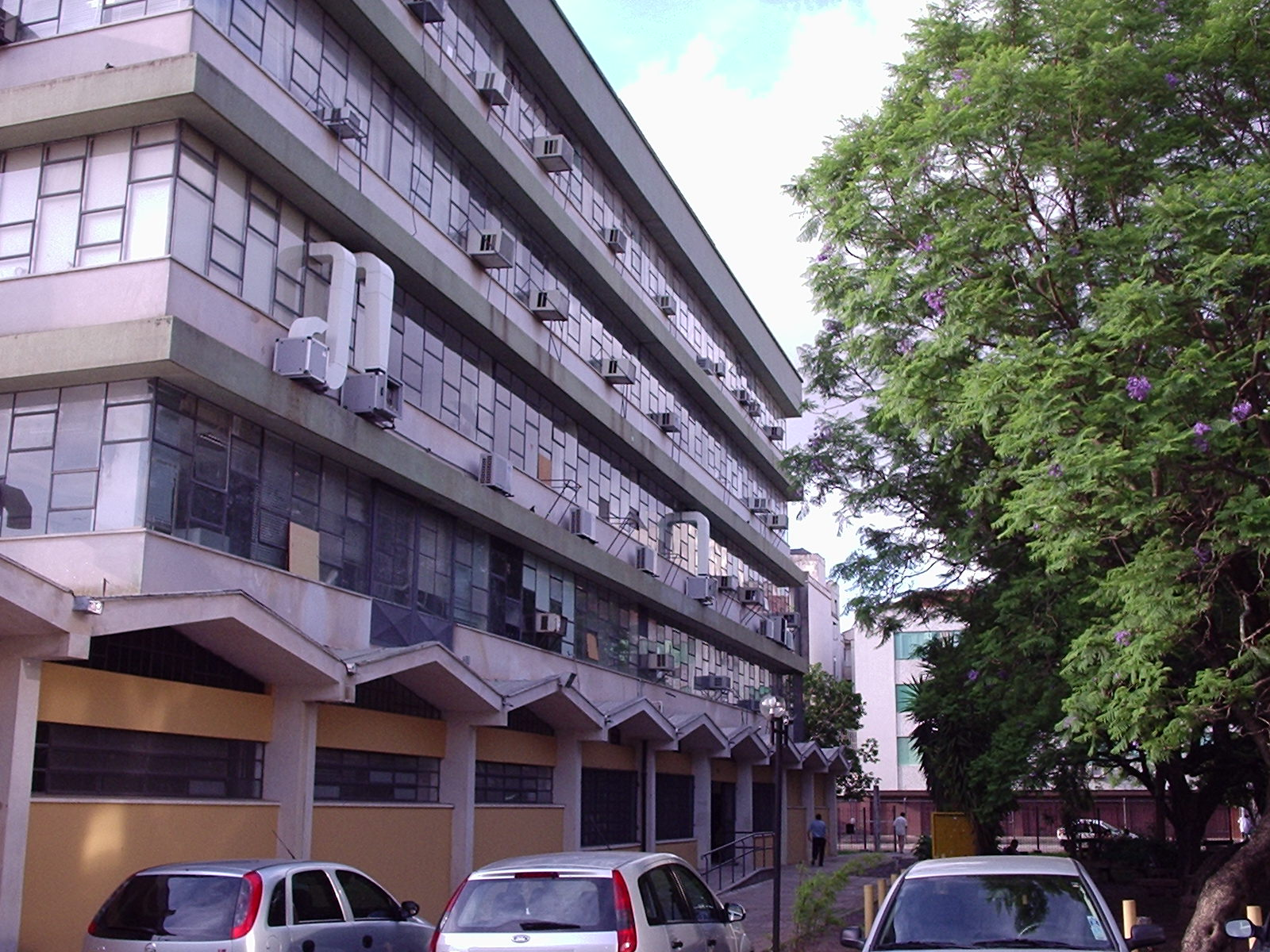
UFRGS, segundo o ENADE, maior pontuadora da Região Sul em 2006.

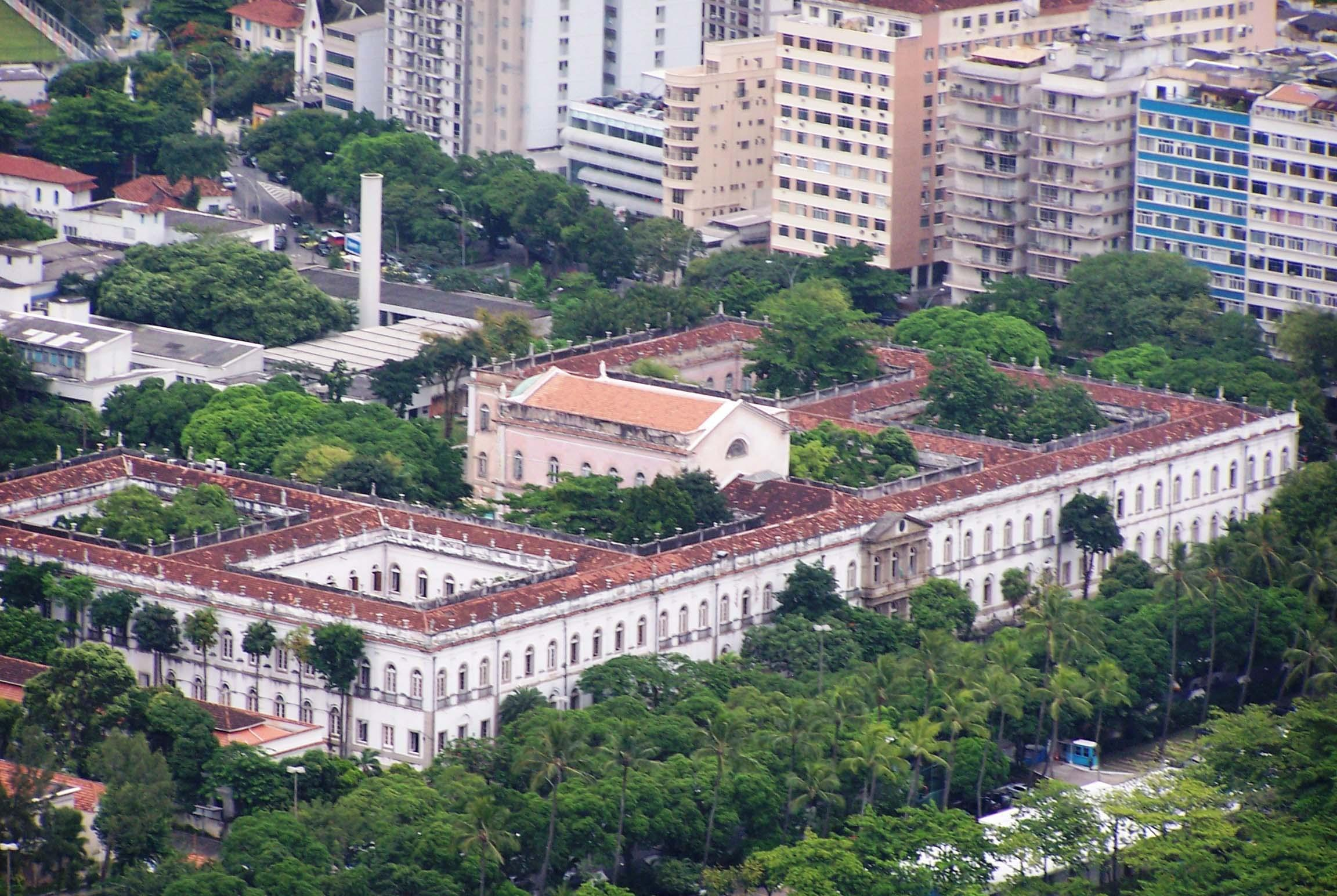
O "Palácio Universitário", prédio neoclássico do século XIX, sedia o campus Praia Vermelha da UFRJ.

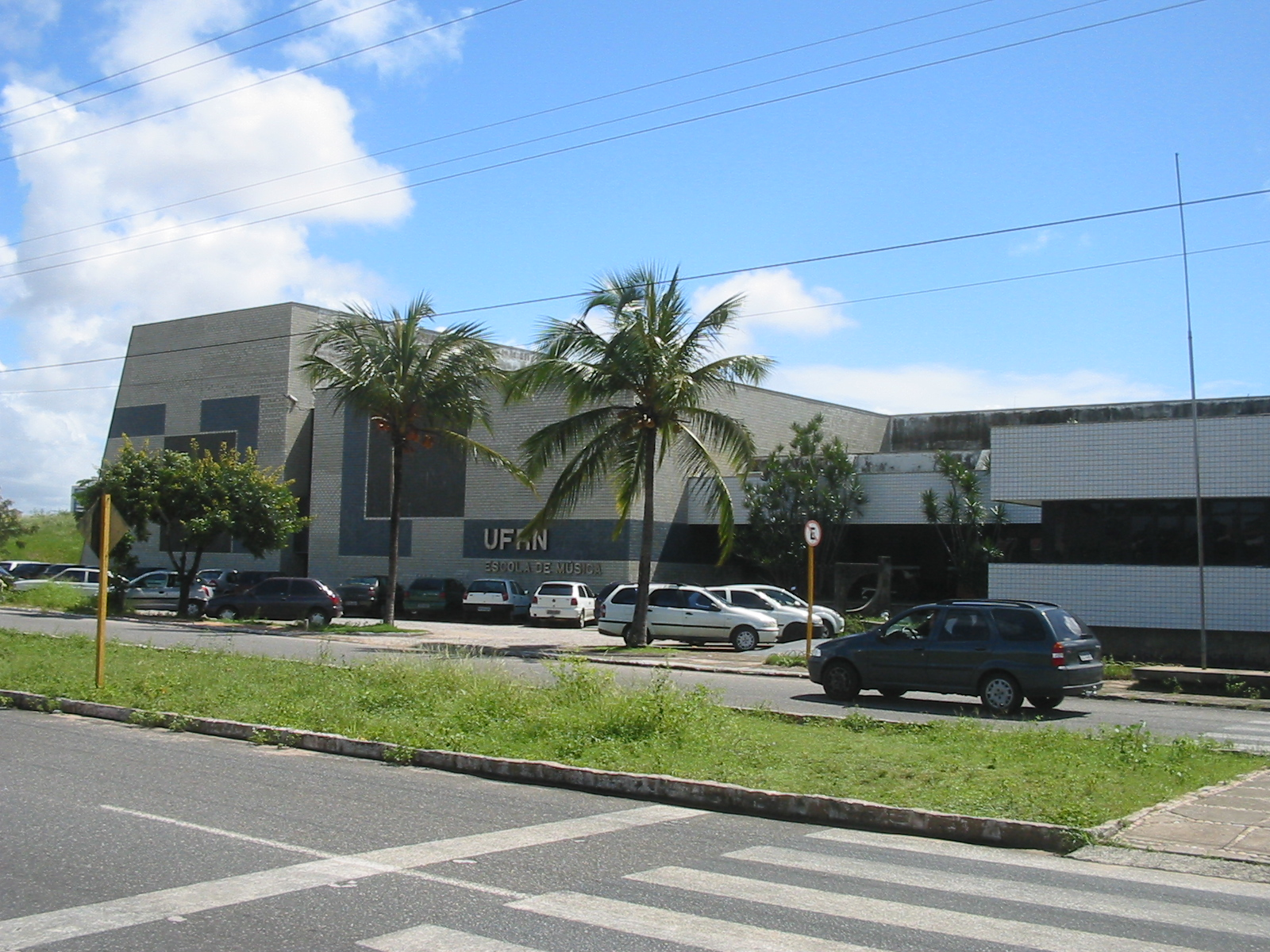
UFRN, segundo o ENADE, maior pontuadora da Região Nordeste em 2006.

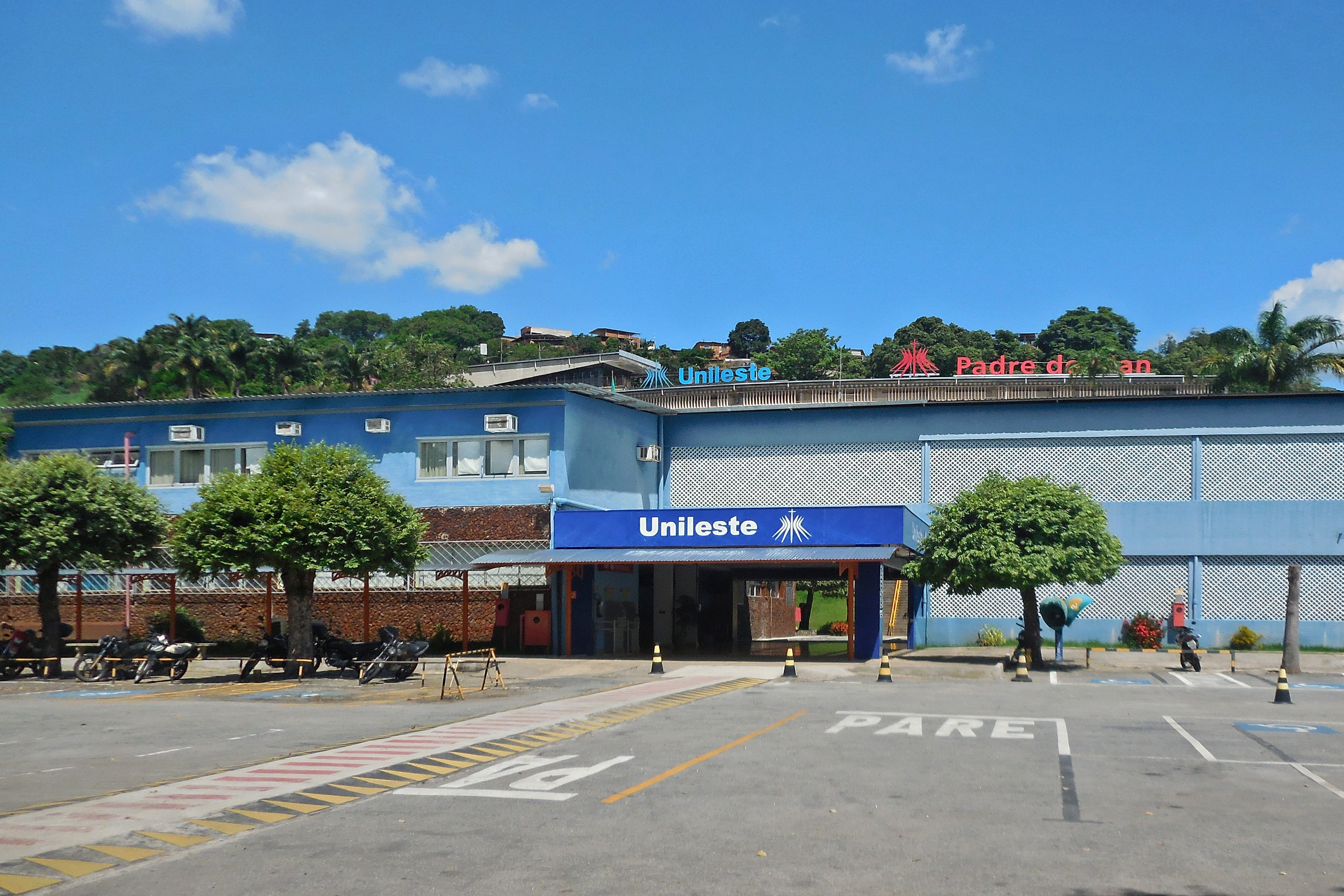
Centro Universitário Católica do Leste de Minas Gerais (Unileste) em Coronel Fabriciano, segundo o ENADE, maior pontuadora do leste do estado de Minas Gerais.

| Posição | Universidade                                       | Estado            | Porcentagem |
| ------- | -------------------------------------------------- | ----------------- | ----------- |
| 1       | Universidade Federal de Minas Gerais               | Minas Gerais      | 80,00%      |
| 2       | Universidade Estadual de Montes Claros             | Minas Gerais      | 59,09%      |
| 3       | Universidade Federal de Juiz de Fora               | Minas Gerais      | 57,14%      |
| 4       | Universidade Federal de Viçosa                     | Minas Gerais      | 56,52%      |
| 5       | Universidade Federal de São João Del-Rei           | Minas Gerais      | 53,84%      |
| 6       | Universidade Federal do Rio Grande do Sul          | Rio Grande do Sul | 53,65%      |
| 7       | Universidade Federal de Santa Maria                | Rio Grande do Sul | 51,28%      |
| 8       | Pontifícia Universidade Católica do Rio de Janeiro | Rio de Janeiro    | 40,00%      |
| 9       | Universidade Federal de São Carlos                 | São Paulo         | 40,00%      |
| 10      | Universidade Federal de Ouro Preto                 | Minas Gerais      | 40,00%      |

## Todas
| Posição | Universidade                                           | Estado              | Porcentagem |
| ------- | ------------------------------------------------------ | ------------------- | ----------- |
| 1       | Universidade Federal de Minas Gerais                   | Minas Gerais        | 80,00%      |
| 2       | Universidade Estadual de Montes Claros                 | Minas Gerais        | 59,09%      |
| 3       | Universidade Federal de Juiz de Fora                   | Minas Gerais        | 57,14%      |
| 4       | Universidade Federal de Viçosa                         | Minas Gerais        | 56,52%      |
| 5       | Universidade Federal de São João Del-Rei               | Minas Gerais        | 53,84%      |
| 6       | Universidade Federal do Rio Grande do Sul              | Rio Grande do Sul   | 53,65%      |
| 7       | Universidade Federal de Santa Maria                    | Rio Grande do Sul   | 51,28%      |
| 8       | Pontifícia Universidade Católica do Rio de Janeiro     | Rio de Janeiro      | 40,00%      |
| 9       | Universidade Federal de São Carlos                     | São Paulo           | 40,00%      |
| 10      | Universidade Federal de Ouro Preto                     | Minas Gerais        | 40,00%      |
| 11      | Universidade de Brasília                               | Distrito Federal    | 39,47%      |
| 12      | Universidade Federal do Rio de Janeiro                 | Rio de Janeiro      | 38,09%      |
| 13      | Universidade Federal de Uberlândia                     | Minas Gerais        | 36,66%      |
| 14      | Universidade Estadual Paulista Júlio Mesquita Filho    | São Paulo           | 35,29%      |
| 15      | Universidade Estadual de Feira de Santana              | Bahia               | 31,25%      |
| 16      | Universidade Federal do Espírito Santo                 | Espírito Santo      | 30,30%      |
| 17      | Universidade do Estado do Rio de Janeiro               | Rio de Janeiro      | 29,72%      |
| 18      | Universidade Federal do Rio Grande do Norte            | Rio Grande do Norte | 27,27%      |
| 19      | Universidade Federal do Paraná                         | Paraná              | 27,02%      |
| 20      | Universidade Federal de Santa Catarina                 | Santa Catarina      | 26,31%      |
| 21      | Universidade Estadual de Londrina                      | Paraná              | 25,00%      |
| 22      | Universidade Federal de Pelotas                        | Rio Grande do Sul   | 23,07%      |
| 23      | Universidade Federal do Estado do Rio de Janeiro       | Rio de Janeiro      | 21,42%      |
| 24      | Universidade Estadual de Maringá                       | Paraná              | 20,58%      |
| 25      | Universidade Federal Fluminense                        | Rio de Janeiro      | 19,56%      |
| 26      | Universidade Estadual do Sudoeste da Bahia             | Bahia               | 19,04%      |
| 27      | Universidade Estadual de Ponta Grossa                  | Paraná              | 16,00%      |
| 28      | Universidade Estadual do Oeste do Paraná               | Paraná              | 15,90%      |
| 29      | Universidade do Estado da Bahia                        | Bahia               | 15,68%      |
| 30      | Universidade Estadual do Centro-Oeste                  | Paraná              | 15,38%      |
| 31      | Universidade Federal do Ceará                          | Ceará               | 15,15%      |
| 32      | Universidade do Estado do Rio Grande do Norte          | Rio Grande do Norte | 14,81%      |
| 33      | Universidade Federal da Bahia                          | Bahia               | 13,15%      |
| 34      | Universidade Católica de Petrópolis                    | Rio de Janeiro      | 12,50%      |
| 35      | Universidade Federal de Goiás                          | Goiás               | 12,24%      |
| 36      | Universidade Federal de Pernambuco                     | Pernambuco          | 12,19%      |
| 37      | Universidade do Estado de Santa Catarina               | Santa Catarina      | 11,76%      |
| 38      | Universidade Federal do Rio Grande do Sul              | Rio Grande do Sul   | 11,76%      |
| 39      | Universidade Estadual de Santa Cruz                    | Bahia               | 10,52%      |
| 40      | Pontifícia Universidade Católica de Minas Gerais       | Minas Gerais        | 10,16%      |
| 41      | Universidade Cruzeiro do Sul                           | São Paulo           | 8,69%       |
| 42      | Universidade Presbiteriana Mackenzie                   | São Paulo           | 8,00%       |
| 43      | Universidade Federal de Mato Grosso do Sul             | Mato Grosso do Sul  | 7,93%       |
| 44      | Universidade Federal da Paraíba                        | Paraíba             | 7,89%       |
| 45      | Universidade Federal Rural do Rio de Janeiro           | Rio de Janeiro      | 7,69%       |
| 46      | Universidade Federal do Maranhão                       | Maranhão            | 7,14%       |
| 47      | Universidade Federal de Sergipe                        | Sergipe             | 6,89%       |
| 48      | Universidade Federal do Piauí                          | Piauí               | 6,66%       |
| 49      | Centro Universitário Univates                          | Rio Grande do Sul   | 6,66%       |
| 50      | Pontifícia Universidade Católica do RS                 | Rio Grande do Sul   | 6,66%       |
| 51      | Universidade de Pernambuco                             | Pernambuco          | 6,45%       |
| 52      | Universidade Severino Sombra                           | Rio de Janeiro      | 6,25%       |
| 53      | Universidade Estadual do Maranhão                      | Maranhão            | 5,88%       |
| 54      | Universidade Federal de Roraima                        | Roraima             | 5,88%       |
| 55      | Universidade Federal do Acre                           | Acre                | 5,88%       |
| 56      | Centro Universitário de Barra Mansa                    | Rio de Janeiro      | 5,88%       |
| 57      | Pontifícia Universidade Católica de Campinas           | São Paulo           | 5,71%       |
| 58      | Centro Universitário Católica do Leste de Minas Gerais | Minas Gerais        | 5,55%       |
| 59      | Universidade Anhembi Morumbi                           | São Paulo           | 5,55%       |
| 60      | Centro Universitário de Belo Horizonte                 | Minas Gerais        | 5,26%       |
| 61      | Fundação Universidade Federal de Rondônia              | Rondônia            | 5,26%       |
| 62      | Universidade Estadual do Piauí                         | Piauí               | 4,87%       |
| 63      | Universidade do Estado do Pará                         | Pará                | 4,54%       |
| 64      | Universidade Federal de Mato Grosso                    | Mato Grosso         | 4,44%       |
| 65      | Universidade do Sagrado Coração                        | São Paulo           | 4,16%       |
| 66      | Universidade de Passo Fundo                            | Rio Grande do Sul   | 4,00%       |
| 67      | Universidade de Fortaleza                              | Ceará               | 3,84%       |
| 68      | Pontifícia Universidade Católica de São Paulo          | São Paulo           | 3,84%       |
| 69      | Universidade Federal de Campina Grande                 | Paraíba             | 3,70%       |
| 70      | Universidade de Ribeirão Preto                         | São Paulo           | 3,57%       |
| 71      | Universidade São Judas Tadeu                           | São Paulo           | 3,57%       |
| 72      | Universidade Estadual de Goiás                         | Goiás               | 3,44%       |
| 73      | Universidade de Uberaba                                | Minas Gerais        | 3,44%       |
| 74      | Universidade Tuiuti do Paraná                          | Paraná              | 3,44%       |
| 75      | Universidade do Vale do Rio dos Sinos                  | Rio Grande do Sul   | 3,22%       |
| 76      | Universidade Estadual do Ceará                         | Ceará               | 3,22%       |
| 77      | Universidade Federal de Alagoas                        | Alagoas             | 3,12%       |
| 78      | Universidade de Santa Cruz do Sul                      | Rio Grande do Sul   | 2,94%       |
| 79      | Universidade do Oeste de Santa Catarina                | Santa Catarina      | 2,43%       |
| 80      | Universidade de Caxias do Sul                          | Rio Grande do Sul   | 1,96%       |
| 81      | Universidade Salgado de Oliveira                       | Rio de Janeiro      | 1,69%       |
| 82      | Universidade Paulista                                  | São Paulo           | 0,63%       |

A Universidade de São Paulo e a Universidade Estadual de Campinas não participaram do ENADE 2006 e por isso não constam na lista.